# Рашдорф, Юлиус Карл
Юлиус Карл Ра́шдорф (нем. Julius Carl Raschdorff; 2 июля 1823, Плес — 13 августа 1914, Вальдзиверсдорф) — немецкий архитектор и преподаватель. Рашдорф относится к числу самых именитых архитекторов второй половины XIX века в Германии. Его самым известным творением является Берлинский кафедральный собор, созданный по образцу собора Святого Петра.

## Биография
В 1845—1853 годах Рашдорф обучался в Берлинской архитектурной академии. В 1854 году был назначен на должность второго архитектора города Кёльна и прослужил в Кёльне до 1878 года, где провёл ремонт Гюрцениха и городской ратуши. В 1864 году получил пост первого городского архитектора, а в 1872 году оставил службу, чтобы заняться частными заказами. В 1878 году Рашдорф стал профессором архитектуры в Высшей технической школе в Шарлоттенбурге, уволился в 1914 году. Рашдорфом было создано более 220 проектов архитектурных объектов в Германии и соседних странах, из которых было воплощено около ста.